# Charles B. Hoard

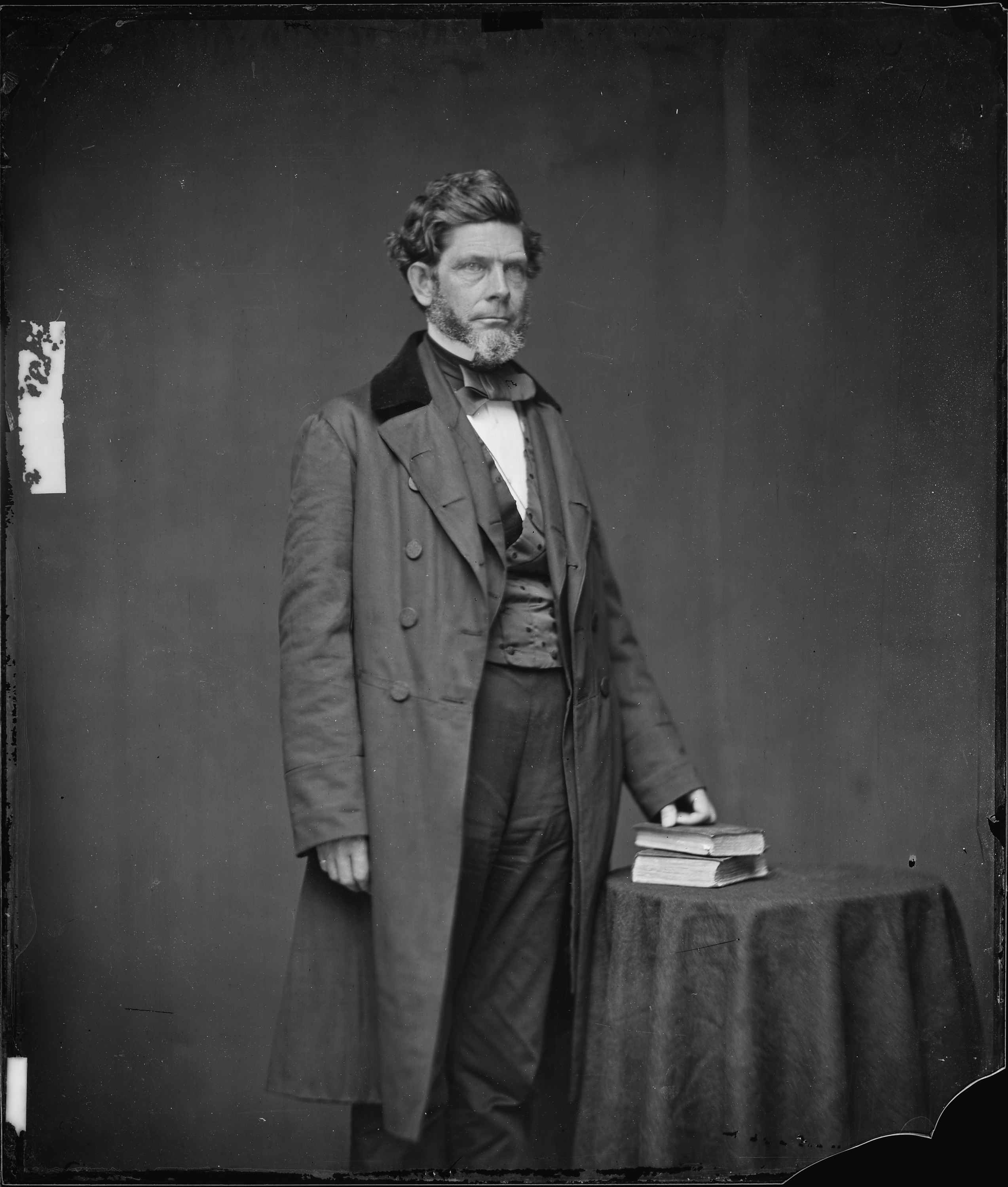
Charles B. Hoard

Charles Brooks Hoard (* 5. Juni 1805 in Springfield, Vermont; † 20. November 1886 in Ceredo, West Virginia) war ein US-amerikanischer Politiker. Zwischen 1857 und 1861 vertrat er den Bundesstaat New York im US-Repräsentantenhaus.

## Werdegang
Charles Brooks Hoard wurde ungefähr sieben Jahre vor dem Ausbruch des Britisch-Amerikanischen Krieges im Windsor County geboren. Er besuchte öffentliche Schulen. Dann zog er nach Antwerp, wo er während der Administrationen von Andrew Jackson (1829–1837) und Martin Van Buren (1837–1841) den Posten als Postmeister bekleidete. 1837 saß er in der New York State Assembly. Er zog im Januar 1844 nach Watertown. Zwischen 1844 und 1846 war er Clerk im Jefferson County. Die Folgejahre waren vom Mexikanisch-Amerikanischen Krieg überschattet. Politisch gehörte er der Republikanischen Partei an.
Bei den Kongresswahlen des Jahres 1856 für den 35. Kongress wurde Hoard im 23. Wahlbezirk von New York in das US-Repräsentantenhaus in Washington, D.C. gewählt, wo er am 4. März 1857 die Nachfolge von William A. Gilbert antrat. Er wurde einmal wiedergewählt und schied dann nach dem 3. März 1861 aus dem Kongress aus.
Nach seiner Kongresszeit ging er der Herstellung von Portable Engines nach und während des Bürgerkrieges der Herstellung von Waffen für die Regierung. 1870 zog er nach West Virginia. Er verstarb am 20. November 1886 in Ceredo und wurde dann auf dem Spring Hill Cemetery in Huntington beigesetzt.